# Kingdom Hearts (игра)
Kingdom Hearts (яп. キングダムハーツ кингудаму ха:цу, «Королевство сердец») — компьютерная игра в жанре экшн-РПГ, разработанная совместными усилиями компаний Disney Interactive и Squaresoft (сейчас Square Enix). Игра вышла эксклюзивно для PlayStation 2 28 марта 2002 года в Японии, 17 сентября 2002 года в США и 15 ноября того же года в Европе. 26 декабря 2002 года только в Японии вышло дополнение Kingdom Hearts Final Mix. В 2013 году игра была портирована на консоль PlayStation 3 как часть сборника Kingdom Hearts 1.5 HD Remix. Издателем в Японии является Square Enix, в США — Square EA и Disney Interactive, и Sony Computer Entertainment в Австралии и Европе. Kingdom Hearts стала первым проектом геймдизайнера Тэцуи Номуры в качестве руководителя проекта. Игра является первой в серии Kingdom Hearts и объединяет персонажей из миров Уолта Диснея с персонажами из игр Squaresoft. Кроме того, специально для неё были созданы новые персонажи, про которых и повествует сюжет. Дизайн персонажей и миров, созданных специально для игры, выполнен в стиле фэнтези с элементами научной фантастики. Сюжет повествует о мальчике по имени Сора (яп. ソラ, англ. Sora), который оказывается избранным Ключ-Клинком (яп. キーブレード ки:бурэ:до, англ. Keyblade). Путешествуя между мирами, он сражается с силами тьмы. В начале путешествия к нему присоединяются Гуфи и Дональд Дак, которые помогают ему.
Игра была тепло встречена из-за комбинации жанров экшена и ролевой игры, также как и гармоничного сочетания персонажей и сюжетов Square и Disney. Многие персонажи были озвучены теми же актёрами, что в мультфильмах и играх, в которых изначально появились их персонажи. Игра вошла в список «Sony Greatest Hits» как одна из самых продаваемых игр на PlayStation 2 по всему миру.

## Геймплей

Геймплей во время боя в мире Монстро (モンストロ, монсуторо)

Kingdom Hearts создавалась под влиянием своей «предшественницы», серии игр Final Fantasy, но при этом имеет динамику «Hack and slash», то есть бои проходят в реальном времени. В игре используется вид от третьего лица. Игрок использует кнопки и джойстик, чтобы бегать и прыгать, кроме того, на экране есть меню, состоящее из «команд» (англ. Commands), к примеру, «Attack» (атака), «Magic» (магия), «Items» (вещи). Во время битвы игрок выбирает «команду» из меню и использует её. Игрок управляет только главным героем игры, Сорой, но у него могут быть неиграбельные напарники (большую часть игры это Гуфи и Дональд Дак), которые помогают во время битв. Хотя напарники неиграбельны, их поведение и тактику боя можно поменять в настройках. Прохождение делится на уровни, состоящие из отдельных локаций, — миры, основанные на диснеевских мультфильмах, а также миры, сделанные специально для игры. В некоторых мирах к игроку присоединяются герои этого мира: например, в мире Город Хэллоуин (яп. ハロウィンタウン харовин таун, англ. Halloween Town) напарником может быть Джек Скеллингтон. В некоторых мирах персонажи меняются, слегка меняется и геймплей. Например, в Атлантике (яп. アトランティカ аторантика, англ. Atlantica) у Соры вырастает русалочий хвост, а вместе с тем герой получает способность плавать в пространстве.
Как и во многих ролевых играх, в Kingdom Hearts присутствует система опыта. Чем больше врагов повержено, тем больше у протагониста и его напарников опыта, и, соответственно, тем сильнее герои и тем больше у них способностей. Перед игрой герой проходит обучение, где решает, какую из трёх характеристик — атаку, защиту или магию — усилить, а какой пожертвовать взамен. У определённых напарников лучше развиты определённые характеристики. Например, Дональд хорош, как маг, а Гуфи очень вынослив. Также улучшить различные характеристики главного героя и его напарников можно, если дать им другое оружие, которое добывается путём прохождения квестов или по сюжету.
В игре также присутствует дневник сверчка Джимини — сборник текстов, который можно просмотреть в любое время. Если игрок встречает персонажа, проходит определённую сюжетную линию или победит определённого врага, то соответствующая запись открывается в дневнике Джимини. Существуют несколько дополнительных секретных страниц — докладов Ансема, спрятанных по разным мирам, прочитав которые, можно получить дополнительную информацию о сюжете. Всего в игре (не в американской версии и не в японском дополнении Final Mix) их десять. Если собрать все десять страниц, то откроется секретная концовка, дающая информацию о следующих частях серии.

### Корабль Гамми

Полёт на корабле Гамми

В Kingdom Hearts для путешествий между мирами нужно использовать корабль Гамми (англ. Gummi ship). Во время полёта на корабле геймплей резко меняется. На сей раз игра проходит в жанре «рельсового шутера», то есть корабль летит строго по определённой траектории и только вперёд — назад свернуть нельзя. Нужно пройти уровень, не погибнув, попутно уничтожая врагов. Если корабль не был уничтожен в течение миссии, то она пройдена. После каждой миссии на корабле Гамми открывается новый мир. Перед вылетом можно добавить кораблю новые детали, улучшив те или иные характеристики.

## Сюжет

### Игровая вселенная
Вселенная Kingdom Hearts состоит из миров — всего в игре их доступно тринадцать. Есть и четырнадцатый, Замок Дисней (яп. ディズニーキャッスル дидзуни: кяссуру, англ. Disney Castle), но он появляется только в роликах. Из четырнадцати игровых миров десять основаны на мультфильмах Диснея, остальные были придуманы специально для игры. Есть ещё миры, упомянутые разными персонажами, но они недоступны, так как уничтожены Бессердечными. Бессердечные — существа, являющиеся порождениями тьмы, главные антагонисты игры. Их можно найти во всех игровых мирах.
У каждого мира свой дизайн и свои особенности в зависимости от того, на каком мультфильме он основан. В каждом мире, основанном на мультфильме Диснея, живут соответствующие персонажи, например, в Аграбе (яп. アグラバー агураба:, Agrabah) герои встречают Аладдина, принцессу Жасмин, Джафара и Джинна, а в Олимпийском Колизее (яп. オリンポスコロシアム оримпосу коросиаму, Olympus Coliseum) — Геркулеса, сатира Фила и Аида. Миры существуют отдельно и не пересекаются. Есть и исключения: в Олимпийском Колизее можно встретить Клауда и Сефирота из Final Fantasy VII, а Чудовище из «Красавицы и Чудовища» Сора находит в Пустом Бастионе. Чтобы путешествовать между мирами, герои используют Корабль Гамми.
В мирах, которые созданы специально для игры, часто можно встретить персонажей серии игр Final Fantasy. Например, на Островах Судьбы (яп. デスティニーアイランド дэсутини: айрандо, Destiny Islands) живут Тидус, Вакка и Сельфи, в Перекрёстном Городе (яп. トラヴァースタウン тораба:су таун, Traverse Town) — Сид, Айрис и Леон. Многие персонажи Final Fantasy жили в Пустом Бастионе, пока его не поглотила тьма. Также есть Край Мира (яп. エンド・オブ・ザ・ワールド Эндо обу дза ва:рудо, End of the World), представляющий собой остатки миров, поглощённых тьмой.

### Персонажи

Персонажи Kingdom Hearts. Слева направо — Рику, Каири, Сора, Дональд и Гуфи

Так как Kingdom Hearts создавалась совместно Squaresoft и Disney, то в одной и той же вымышленной вселенной присутствуют и персонажи серии игр Final Fantasy, и персонажи мультфильмов студии Дисней, а также персонажи, созданные Тэцуей Номурой специально для игры. Главный герой игры — четырнадцатилетний мальчик Сора, которого избрал Ключ-Клинок — мечеобразное оружие для борьбы с силами тьмы. Немаловажную роль в сюжете играют Рику (яп. リク, англ. Riku) и Каири (яп. カイリ, англ. Kairi) — его лучшие друзья. На протяжении почти всей игры Рику — один из главных злодеев. С Сорой путешествуют Гуфи, глава королевской охраны, и Дональд Дак, придворный маг. Гуфи и Дональд ищут Короля их мира, ушедшего бороться с силами тьмы. Главный злодей игры — Ансем Искатель Тьмы (яп. 闇の探求者 アンセム ями но танкю:ся ансэму, Ansem, Seeker of Darkness), который ищет силы и знания, используя Бессердечных.
Во время пребывания в мирах можно встретить около сотни персонажей Диснея. Одни персонажи Диснея сильно влияют на сюжет, другие являются второстепенными. Некоторых персонажей можно призывать, включая Джинна из «Аладдина», Динь-Динь из «Питера Пэна», Мушу из «Мулан» и Симбу из «Короля Льва».
Squaresoft тоже включила в игру персонажей из собственно разработанных игр: на Островах Судьбы есть Тидус и Вакка из Final Fantasy X, а также Сельфи из Final Fantasy VIII. В Перекрёстном Городе игрок встречает Скволла Леонхарта (известного под псевдонимом «Леон») из Final Fantasy VIII, а также в игре есть Юффи, Айрис, Сид, Клауд и Сефирот из Final Fantasy VII. Планировалось также добавить Рикку из Final Fantasy X, но потом её заменили на Юффи. Кроме того, присутствуют муглы, которые помогают в синтезе вещей.

### История
Игра начинается на Островах Судьбы, где живут Сора, Рику и Каири. Друзья давно мечтают увидеть другие миры и долго готовились к путешествию, но внезапно на Острова Судьбы нападают Бессердечные. Сора ищет своих друзей и встречает Рику. Рику на глазах Соры исчезает в тёмном портале и тянет Сору за собой. Тут же у Соры появляется Ключ-Клинок — оружие, эффективное против Бессердечных. Сора снова появляется на островах и начинает искать Каири. Он находит её в пещере неподалёку, но Каири не реагирует, когда он с ней пытается заговорить. Какая-то неведомая сила вытаскивает Сору из пещеры и приводит его к гигантскому Бессердечному, с которым Сора сражается, пытаясь спасти острова. Сора его побеждает, но Острова Судьбы всё равно захвачены Бессердечными, и Сору выбрасывает из этого мира через открывшийся портал. Тем временем Король покидает свой родной мир для борьбы с тьмой и приказывает Гуфи и Дональду найти «ключ», который спасёт миры от тьмы. Гуфи и Дональд отправляются на поиски «ключа» и Короля.
Дональд и Гуфи на Корабле Гамми добираются до Перекрёстного Города, куда выбросило Сору. Сора сталкивается с Бессердечными опять и встречается с Леоном, который ему объясняет, что Бессердечные поглощают сердца, создавая тем самым себе подобных, и что Ключ-Клинок — это единственный способ окончательно их уничтожить. Также он упоминает, что человек по имени Ансем некогда изучал Бессердечных. Сора встречает Дональда и Гуфи, и они решают отправиться в путешествие вместе, чтобы найти Короля, Рику и Каири. Герои странствуют по различным мирам, основанным на мультфильмах Диснея, попутно находя и закрывая с помощью Ключ-Клинка «Замочные скважины» — лазейки к сердцу мира, которые, если закрыты, защищают сердца от Бессердечных, и, следовательно, уничтожения. Группа диснеевских злодеев во главе с Малефисентой ищут семь «Принцесс Сердца» — семь девушек, в сердцах которых нет ни капли тьмы. «Принцессы Сердца» необходимы злодеям для того, чтобы открыть последнюю Скважину, ведущую к «Королевству сердец» — источнику безграничной мощи. Среди злодеев — Рику, заключивший сделку с Малефисентой. Сделка заключалась в том, что, если Рику встанет на её сторону, то она поможет ему спасти Каири. Малефисента заставляет Рику усомниться в Соре — якобы Сора променял его и Каири на новых друзей и Ключ-Клинок. Озлобленный Рику находит безжизненное тело Каири без сердца.
Сора и его друзья прибывают в Пустой Бастион — родной мир Ансема и штаб-квартиру Малефисенты. Рику отнимает Ключ-Клинок у Соры, заявляя, что он — истинный владелец Ключ-Клинка и что Сора получил его, воспользовавшись его отсутствием. Дональд и Гуфи, следуя приказу Короля следовать за «ключом», покидают Сору. Через некоторое время Сора встречает Рику ещё раз и бросает ему вызов, при этом друзья к нему возвращаются, как и Ключ-Клинок. Побеждённый Рику видит незнакомца в плаще, который побуждает его воспользоваться тьмой. Тем временем трое убивают Малефисенту, но после этого встречают странно ведущего себя Рику с другим Ключ-Клинком. Сора находит Каири и выясняет, что Ансем вселился в Рику. Оказывается, что именно Ансем — главный злодей игры. Ансем объясняет Соре, что Каири — седьмая Принцесса Сердца, что Ключ-Клинок Ансема сделан из сердец Принцесс Сердца, и что её сердце всё время, начиная с Островов Судьбы, было внутри Соры. Победив Ансема, Сора пронзает себя его Ключ-Клинком, выпуская своё сердце и сердце Каири. Сердце возвращается к Каири, а Сора становится Бессердечным. Каири узнаёт в Бессердечном Сору, и её свет превращает его обратно в человека. Сора решает покончить с Ансемом и спасти Рику, в которого он вселился.
Ансема находят на Краю Мира, в мире, который представляет собой остатки миров, поглощённых Бессердечными. Перед битвой Ансем разъясняет свою точку зрения по поводу сердца, заявляя, что тьма — это «истинная сущность сердца», и он хочет найти Королевство Сердец, которое является источником абсолютной силы тьмы. Но открывается дверь к Королевству, и оттуда идёт очень мощный свет, который уничтожает Ансема. За дверью остаются Король и Рику, которые помогают Соре закрыть дверь, так как за ней очень много Бессердечных. Король и Сора используют свои Ключ-Клинки, чтобы закрыть дверь с обеих сторон. Миры, уничтоженные тьмой, возрождаются, в том числе и Острова Судьбы. Каири возвращается домой, а Сора отправляется вместе с Дональдом и Гуфи искать Рику и Короля, обещая Каири вернуться как можно скорее.
После титров герои встречают Плуто, который держит письмо от Короля. Плуто убегает, а герои бегут вслед за ним — навстречу новым приключениям.

## Разработка
Идея игры родилась во время разработки Final Fantasy VII, когда художник Тэцуя Номура поиграл в Super Mario 64. Эта игра натолкнула его на мысль о создании трёхмерной экшн-РПГ с элементами платформера. Загоревшись желанием создать такую игру, Номура начал обсуждать эту идею с Хиронобу Сакагути и Синдзи Хасимото. Во время разговора разработчики сошлись во мнении, что игра станет успешной, только если в ней будут персонажи, по популярности сравнимые с диснеевскими. Когда Синдзи Хасимото встретил сотрудника The Walt Disney Company в лифте (офис Squaresoft и японский офис The Walt Disney Company находились в одном здании), то он не преминул воспользоваться шансом и предложил руководству компании создать вместе игру. Команда разработчиков набиралась и из Square, и из Disney Interactive. Оглядываясь назад в прошлое, Номура вспоминал, что он с большим трудом объяснил Disney свою идею, в особенности если учесть, что он вообще не знал английского языка. Многие идеи, которые высказывали сотрудники Disney, были отвергнуты Номурой.
Разработка игры началась в феврале 2000 года, а сама Kingdom Hearts изначально позиционировалась как очередная диснеевская игра, целевой аудиторией которой были дети. Так было до тех пор, пока исполнительный продюсер, Хиронобу Сакагути, не сказал Тэцуе Номуре, что проект окажется провальным, если разработчики не будут стремиться к тому же уровню, что и у популярной серии Final Fantasy, после чего руководитель решил доработать сюжет. Когда разработчики выбирали диснеевские миры, они старались выбрать как можно более разнообразные. При выборе также учитывалась оригинальность самих персонажей. Хотя команде было позволено выбирать любые миры и менять их сюжетные линии, она постаралась не искажать изначальный сюжет мультфильмов и оставить персонажей. В июне 2013 года Номура рассказал, что название игры появилось, когда Номура начал размышлять о диснеевских тематических парках, в особенности «Animal Kingdom». Тем не менее, у Номуры не получилось зарегистрировать интеллектуальную собственность под названием «Kingdom», поэтому разработчики решили добавить второе слово в название. Когда разработчики решили, что центральное место в сюжете будут занимать сердца, было решено добавить слово «Hearts» (с англ. — «сердца») — таким образом, получилось Kingdom Hearts
В американской локализации было добавлено то, чего не было в японском оригинале: новые дополнительные боссы, один из которых был назван в честь победителя конкурса на сайте «Name-In-Game», Курта Зисы, новый уровень сложности и трейлер Kingdom Hearts II, который открывался при определённых условиях. Номура создал трейлер, чтобы проверить реакцию фанатов на ожидание сиквела: он знал, что если игра будет непопулярной, то можно будет оставить необъяснёнными некоторые моменты в игре и таким образом подогреть интерес. Все нововведения, включённые в американскую версию, появились в дополнении игры под названием Kingdom Hearts Final Mix, изданном только в Японии.

## Final Mix

Сора, сражающийся с Неотенями (ネオシャドウ, нэо сядоу), используя Однокрылого Ангела (片翼の天使, катаёку но тэнси) — новое оружие

Kingdom Hearts Final Mix — международная версия игры, вышедшая только на территории Японии. В ней английское, а не японское озвучивание, тогда как текст был оставлен на японском. Включены новые ролики, среди которых путешествие Рику и новая секретная концовка игры. Появилась возможность пропускать ролики перед боссами по желанию игрока, если он проиграл. Были также включены дополнительные боссы, представленные впервые в английской версии; кроме того, был добавлен ещё один босс — незнакомец в чёрном плаще, который должен был подогревать интерес к продолжению игры.
Другой попыткой привлечь внимание к продолжению была секретная концовка игры «Another Side, Another Story 【 deep dive 】», которая открывалась, если игрок выполнил определённые побочные квесты. Включены новые музыкальные темы: «Disappeared», «One-Winged Angel», «Another Side. Another Story» и «Night on Bald Mountain». «Night on Bald Mountain» и «One-Winged Angel» уже были в американской версии. Другие изменения — новое оружие, вещи, способности, враги, перекраска некоторых Бессердечных, а также два новых уровня сложности.

## Аудио

Обложка саундтрека Kingdom Hearts

### Музыка
Музыка к игре написана японским композитором Ёко Симомурой. Саундтрек также состоит из музыки, взятой из оригинальных диснеевских фильмов, хотя большинство тем написаны специально для игры. Вводная и финальная тема были сочинены Каору Вадой и исполнены Новым Японским филармоническим оркестром. Главной вокальной темой японского релиза игры является песня «Hikari» (яп. 光, свет). Английская версия «Hikari», «Simple and Clean», используется в западном выпуске и в японском дополнении Final Mix. Обе версии были сочинены и исполнены известной японской певицей Хикару Утадой. О её причастности к сочинению альбома, а также о японском названии песни было объявлено в январе 2002 года. Номура изначально рассматривал Утаду, как исполнительницу заглавной темы. «Hikari» является первой работой Утады в индустрии компьютерных игр. Сингл «Hikari» был выпущен в Японии 20 марта 2002 года и стал очень популярным — к августу 2002 года было продано 860 000 его копий в Японии. Саундтрек Kingdom Hearts также был выпущен на двух CD-дисках 27 марта 2002 года в Японии и годом позже в США. Также саундтрек был включен в сборник Kingdom Hearts Original Soundtrack Complete, который вышел в Японии 28 марта 2007 года. Музыка из Kingdom Hearts также была включена в сборник лучших работ Ёко Симомуры, который называется Drammatica.

### Озвучивание
В озвучивании Kingdom Hearts принимали участие многие известные актёры. В японской версии Сору озвучивает сэйю Мию Ирино, Каири — Риса Утида, а Рику — Мамору Мияно. Другие примечательные сэйю — Коити Ямадэра, Хидэо Исикава и Маая Сакамото. Особые старания ушли на то, чтобы голоса диснеевских персонажей были похожи на оригинальные. Вместо некоторых актёров из оригинальных фильмов постарались набрать актёров из связанных с фильмами произведений (например, Дэн Кастелланета в роли Джинна вместо Робина Уильямса). В английской версии озвучивания в роли Соры выступает Хэйли Джоэл Осмент, в роли Каири — Хейден Панеттьер и Дэвид Галлахер в роли Рику. Кроме этого, в озвучивании принимали участие: Билли Зейн, Лэнс Басс, Дэвид Борианаз, Джеймс Вудс, Мэнди Мур и Кристи Карлсон Романо.

## Популярность и отзывы
В общем и целом Kingdom Hearts получила положительные отзывы и хорошо продавалась. За первые два месяца существования американской локализации она вошла в тройку самых продаваемых игр в США. В ноябре 2002 года UBS Warburg включил Kingdom Hearts в список шести самых продаваемых консольных игр недели. В конце апреля 2003 года Square Enix объявила, что миллионный экземпляр Kingdom Hearts был продан в США, что дало игре право на место в списке «Sony Greatest Hits», а  по всему остальному миру было продано 3 миллиона экземпляров. Продажи достигли 1,2 миллиона экземпляров в Японии в первой четверти 2004 года и 4 миллионов в других странах. В декабре 2005 года NPD Group включила Kingdom Hearts в список «десяти самых продаваемых игр на PlayStation 2 в Северной Америке всех времён». В декабре 2006 года было продано 5,6 миллионов копий по всему миру, из них — 1,1 миллион в Европе, 1,5 миллион в Японии и 3 миллиона в Северной Америке.

### Отзывы
| Сводный рейтинг       | Сводный рейтинг |
| Агрегатор             | Оценка          |
| --------------------- | --------------- |
| GameRankings          | 86,40 %         |
| Metacritic            | 85 of 100       |
| Иноязычные издания    |                 |
| Издание               | Оценка          |
| 1UP.com               | A-              |
| AllGame               | [ 51 ]          |
| CVG                   | 8,0/10          |
| Eurogamer             | 8/10            |
| Famitsu               | 36/40           |
| Game Informer         | 9,5/10          |
| GamePro               | [ 14 ]          |
| GameRevolution        | B+              |
| GameSpot              | 8,2/10          |
| GameSpy               | [ 9 ]           |
| GamesRadar+           | 8/10            |
| IGN                   | 9/10            |
| Русскоязычные издания |                 |
| Издание               | Оценка          |
| «Домашний ПК»         | [ 58 ]          |

Игра получила высокие оценки в обзорах. Kingdom Hearts получила награду «Выбор редакции» от авторитетного игрового сайта IGN и была номинирована им на звание «Лучшей игры на PS2 2002 года» и. В 2007 году Kingdom Hearts заняла 22-е место среди лучших игр на PlayStation 2 всех времён по версии IGN. Критики хвалили графику игры, музыку, озвучивание и смесь жанров, в котором она выполнена: своеобразная смесь экшена и ролевой игры. IGN дала игре звания «Лучший стиль прорисовки» и «Лучшая анимация» в «Списке самых красивых игр на PS2». GameSpy включила секретную концовку и вступительную заставку Final Mix в свою статью «Список двадцати пяти кинематографичных роликов компьютерных игр», присвоив им 20-е и 7-е места соответственно. Рецензент GamePro назвал графику «роскошной», оценив игру на 4,5 из 5 баллов. Звук также был высоко оценён, в частности озвучивание, а также музыка. GamePro дал музыке максимальную оценку — 5 из 5.
Оценки геймплея были самые разные. Многие обзоры критиковали игру за управление камерой — в некоторых местах она была просто неудобной. Миссии на Корабле Гамми GameSpot назвал «утомительными» и описал их подражание серии Star Fox, хотя битвы, по мнению журнала, интересные, особенно битвы с боссами. Dengeki Online прокомментировал, что камера обзора часто натыкается на препятствия, когда игрок её крутит. GamePro сравнил систему боя со «старыми играми „Зельды“ на N64» и хорошо отозвался об искусственном интеллекте Дональда и Гуфи.
GameSpot высказал мнение, что серьёзные элементы Final Fantasy казались невозможными в сочетании с более детскими диснеевскими мультфильмами, но сочетание всё же получилось хорошим. Именно поэтому они дали игре звание «Лучшей игры-кроссовера после Capcom vs SNK» в списке лучших и худших игр 2002 года. GameSpy отметил, что периодические отступления от основной сюжетной линии в пользу событий диснеевских мультфильмов были разочарованием и что «…сюжет портит запутанная мешанина нечётких фраз и символов, которые имеют больше смысла в мыслях у руководителя проекта, нежели в конечном продукте». Но, несмотря на критику сюжета, GameSpy утверждает, что игра стоит того, чтобы пройти её до конца. Другие критики же, наоборот, о сюжете отзывались положительно, как, например G4 дал ей награду за «Лучший сюжет». Простые игроки также отзывались об игре одобрительно: по итогам голосования Kingdom Hearts заняла 19-е место в списке «лучших игр всех времён» журнала Famitsu, 16-е место на сайте GameFAQs, и 92-е место среди пользователей IGN. Также она вошла в список IGN «Список двадцати пяти лучших игр на PS2 всех времён».

## Манга

Обложка манги Kingdom Hearts в издании компании Tokyopop

По мотивам игры была выпущена комедийная манга, созданная мангакой Сиро Амано. Сюжет почти полностью повторяет сюжет игры. Позже были выпущены тома с событиями из Final Mix. В Японии манга печаталась в журнале Famitsu, а отдельными томами выпускалась издательством Enterbrain с октября 2003 года. В США переводом и издательством занялась компания Tokyopop (первый том вышел 11 октября 2005 года, а заключительный четвёртый — 10 июля 2006 года), кроме того, манга публиковалась в Италии, Германии и Швеции.
Манга также имела успех. Первый том занял 95-е место в списке газеты USA Today «Список ста пятидесяти бестселлеров» за первую неделю выпуска. IGN похвалил работу Амано, но раскритиковало мангу за отсутствие новых событий. После этого в дополнение к манге вышли тома, основанные на сиквелах игры: Kingdom Hearts: Chain of Memories, Kingdom Hearts II и Kingdom Hearts 358/2 Days.

## HD-переиздание
В августе 2011 года Номура выразил интерес в выпуске HD-ремастеринга игры, хотя и отметил, что это ещё не решено. В сентябре 2012 года Square Enix анонсировала Kingdom Hearts HD 1.5 Remix для PlayStation 3, сборник, куда входят HD-версии Kingdom Hearts Final Mix и Kingdom Hearts Re:Chain of Memories. В данные версии была добавлена поддержка трофеев. За основу моделей персонажей были взяты модели из Kingdom Hearts 3D: Dream Drop Distance. Геймплей был чуть изменён и стал более похожим на тот, что в Kingdom Hearts II. Кроме того, в сборник также входят заставки из Kingdom Hearts 358/2 Days в высоком разрешении. В Японии сборник вышел в марте 2013 года, во всём остальном мире выпуск осенью того же года.

## Продолжения игры
Kingdom Hearts получила несколько продолжений и ответвлений, став первой игрой в одноимённой серии игр. За первой игрой последовало прямое продолжение — Kingdom Hearts: Chain of Memories на консоль Game Boy Advance, выпущенное в Японии 11 ноября 2004 года. Kingdom Hearts II стала третьей игрой в серии, действие которой происходит через год после Chain of Memories. Она вышла в Японии в 2005 году на PlayStation 2. Как и первая игра, она была переиздана под названием Kingdom Hearts II Final Mix+. В ноябре 2008 года Kingdom Hearts coded, продолжающая сюжет Kingdom Hearts II, была выпущена на мобильные телефоны только в Японии. В декабре 2008 года был разработан ремейк Kingdom Hearts: Chain of Memories на PlayStation 2 под названием Kingdom Hearts Re:Chain of Memories. Мидквел, называющийся Kingdom Hearts 358/2 Days, вышел на Nintendo DS в Японии 30 мая 2009 года и в Северной Америке 29 сентября 2009 года. Kingdom Hearts Birth by Sleep, являющаяся предысторией к первой Kingdom Hearts, вышла 9 января 2010 года в Японии на PlayStation Portable, действие которой происходит за десять лет до начала оригинальной игры. Так как coded доступна только в Японии, на Nintendo DS вышел его ремейк Re:coded. Следующей игрой серии, которая вышла, стала Kingdom Hearts 3D: Dream Drop Distance 2012 года выпуска на Nintendo 3DS. На игровой выставке E3 2013 была анонсирована Kingdom Hearts III для PlayStation 4 и Xbox One.